# Elecciones presidenciales de Venezuela de 1860
Las elecciones presidenciales de Venezuela de 1860 fueron llevados a cabo el 10 de abril, el conteo de los escrutinios por el Congreso de la República, siendo las primeras en que el pueblo acude a votar en forma directa y secreta después de la Independencia, bajo la vigencia de la Constitución del 31 de diciembre de 1858, en plena Guerra Federal. Votaban los venezolanos varones mayores de 20 años o casados. Para elegir al sucesor de Julián Castro Contreras. En estos comicios resultó vencedor el escritor Manuel Felipe de Tovar con el 87.21 % de los sufragios. 

## Candidatos
Para estos comicios se presentaron tres aspirantes, los cuales eran:
- Manuel Felipe Tovar
- Pedro Gual
- José Antonio Páez

## Resultados

### Presidente
|  | 87.21 % |

|  | 10.93 % |

|  | 1.86 % |

Manuel Felipe Tovar se convirtió así en el primer Presidente elegido por los venezolanos, ya que hasta entonces el Congreso designaba al Presidente. La juramentación se llevó a cabo el 12 de abril de 1860, en la Iglesia de San Francisco sede del Congreso.

### Vicepresidente
|  | 70.25 % |

|  | 22.13 % |

|  | 7.62 % |